# Dormir y ligar: todo es empezar
Dormir y ligar: todo es empezar es una película española de comedia estrenada el 15 de mayo de 1974, dirigida por Mariano Ozores y protagonizada en los papeles principales por Alfredo Landa, Esperanza Roy y Paca Gabaldón.

## Sinopsis
Saturnino, el 'chico para todo' del pueblo de Aranda de Lerma, llega tan agotado cada noche a su casa que no le quedan ganas de complacer los requerimientos sexuales de su esposa Elvira, que comienza a desesperarse. 
Un día, Saturnino recibe el encargo por parte del Ayuntamiento de ir a Madrid a comprar un novillo para las fiestas. Saturnino se hospeda en el mismo hotel donde se celebra la elección de Miss España. Allí ayudará a Rita (la representante de Vascongadas) en su desfile pese a los intentos de sus hermanos para evitarlo.
Tras la proclamación de Rita como vencedora del certamen, aparecen en la prensa escrita y en la televisión las imágenes de Rita y Saturnino abrazados y con él recibiendo besos por parte del resto de las misses. Ello provoca el enojo de su mujer, que cree que su marido le ha sido infiel, la persecución de Saturnino por parte de las mujeres del pueblo y la admiración de sus conciudadanos que le creen un playboy. Finalmente, convence a Elvira que no ha tenido ninguna relación extramatrimonial con Rita, decide dejar de trabajar tantas horas y, tras dormir todo lo que necesitaba, vive una apasionada noche de amor con su mujer.

## Reparto
- Alfredo Landa como Saturnino del Olmo.
- Esperanza Roy como	Elvira.
- Paca Gabaldón como Rita Solanes León, la miss.
- Gracita Morales como Paulita, la criada.
- Mari Carmen Prendes como Madre de Elvira.
- Florinda Chico como Margarita, la prostituta.
- Antonio Ozores como Amigo de Saturnino.
- Tomás Zori como Amigo de Saturnino.
- Tony Valento como Amigo de Saturnino.
- Alfonso del Real como Don Casto, el presidente de la Junta.
- Eva León como Encarna, la estanquera.
- Adrián Ortega como	El alcalde.
- Luis Morris como Organizador amanerado del concurso de mises.
- Francisco Camoiras como Pablito, el tonto del pueblo.
- Kiko Ledgard como Presentador del concurso de mises.
- Los miembros del jurado del certamen de Miss España son famosos de la época que aparecen brevemente como cameos, a saber: Francisco Rabal, Concha Velasco, Carmen Sevilla, Lina Morgan, Augusto Algueró y Alfonso Paso (autor teatral y uno de los guionistas de la propia película).